# Паша-Кола (Челав)
Паша-Кола (перс. پاشاكلا) — село в Ірані, у дегестані Челав, у Центральному бахші, шагрестані Амоль остану Мазендеран. За даними перепису 2006 року, його населення становило 104 особи, що проживали у складі 30 сімей.

## Клімат
Середня річна температура становить 12,69°C, середня максимальна – 26,30°C, а середня мінімальна – -1,77°C. Середня річна кількість опадів – 371 мм.
| Клімат поселення                              | Клімат поселення | Клімат поселення | Клімат поселення | Клімат поселення | Клімат поселення | Клімат поселення | Клімат поселення | Клімат поселення | Клімат поселення | Клімат поселення | Клімат поселення | Клімат поселення | Клімат поселення |
| Показник                                      | Січ.             | Лют.             | Бер.             | Квіт.            | Трав.            | Черв.            | Лип.             | Серп.            | Вер.             | Жовт.            | Лист.            | Груд.            |                  |
| Середній максимум, °C                         | 6,70             | 7,48             | 10,23            | 15,70            | 20,38            | 24,30            | 26,30            | 26,10            | 22,95            | 18,70            | 13,38            | 8,63             |                  |
| Середня температура, °C                       | 2,48             | 3,25             | 6,00             | 11,45            | 16,12            | 20,06            | 22,42            | 22,24            | 19,10            | 14,84            | 9,52             | 4,76             |                  |
| Середній мінімум, °C                          | −1,77            | −1               | 1,74             | 7,20             | 11,90            | 15,83            | 18,58            | 18,38            | 15,24            | 10,98            | 5,66             | 0,90             |                  |
| Норма опадів, мм                              | 43               | 38               | 44               | 29               | 26               | 15               | 10               | 13               | 23               | 48               | 41               | 41               |                  |
| Середньомісячна швидкість вітру, м/с          | 1.50             | 2.22             | 3.11             | 3.02             | 2.28             | 1.77             | 1.75             | 1.81             | 1.70             | 1.78             | 1.94             | 1.54             |                  |
| Середньомісячна сонячна радіація, кДж/м²·день | 9038             | 11502            | 13850            | 17034            | 20469            | 22531            | 22117            | 20316            | 17393            | 13418            | 10547            | 8583             |                  |
| --------------------------------------------- | ---------------- | ---------------- | ---------------- | ---------------- | ---------------- | ---------------- | ---------------- | ---------------- | ---------------- | ---------------- | ---------------- | ---------------- | ---------------- |
| Джерело:                                      |                  |                  |                  |                  |                  |                  |                  |                  |                  |                  |                  |                  |                  |